# Микеле Пеца
Микеле Пеца (итал. Michele Pezza, 7. април 1771-1. новембар 1806), звани Фра Дијаволо (итал. Fra Diavolo), био је вођа италијанских герилаца 1798-1806. у борби против против француске окупације Италије.

## Биографија
Микеле Пеца рођен је 7. априла 1771. у градићу Итри, у то време делу Напуљске краљевине. Пореклом из имућне земљорадничке породице, 1798. је због двоструког убиства (у самоодбрани) осуђен на војну службу, где је брзо напредовао до чина наредника.
После француске окупације Напуљске краљевине 1799, Микеле се одметнуо у хајдуке и започео успешну борбу против окупатора и Наполеонове творевине Партенопенске Републике. За заслуге је од краљевске владе (која се одржала на Сицилији) унапређен у чин пуковника. У 1806. учествовао је са својим герилцима у одбрани Гаете и у побунама у Калабрији. Опседнут у граду Сори, пробио се са око 700 герилаца у Абруцо, али су га Французи ухватили и 1. новембра 1806. обесили у Напуљу.

## Наслеђе
Његов живот и смрт инспирисали су бројне уметнике романтизма, између осталих Александра Диму и Вашингтона Ирвинга. Француски композитор Данијел Обер написао је 1830. оперету Фра Диаволо, која је 1933. екранизована у Холивуду са Лорелом и Хардијем у главним улогама.